# 勒图尔纳克
勒图尔纳克（法語：Retournac，法語發音：[ʁətuʁnak]）是法国上卢瓦尔省的一个市镇，位于该省东北部，属于伊桑若区。

## 地理
勒图尔纳克（45°12'14"N, 4°2'0"E）面积45.76 平方千米，位于法国奥弗涅-罗讷-阿尔卑斯大区上盧瓦爾省，该省份为法国中南部省份，北起多姆山省和卢瓦尔省，西接康塔爾省，南至洛泽尔省，东临阿尔代什省。
与勒图尔纳克接壤的市镇（或旧市镇、城区）包括：博村、博扎克、卢瓦尔河畔沙马利耶尔、梅泽尔、罗什昂雷尼耶、圣于连迪皮内、索利尼亚克苏罗什、蒂朗日。

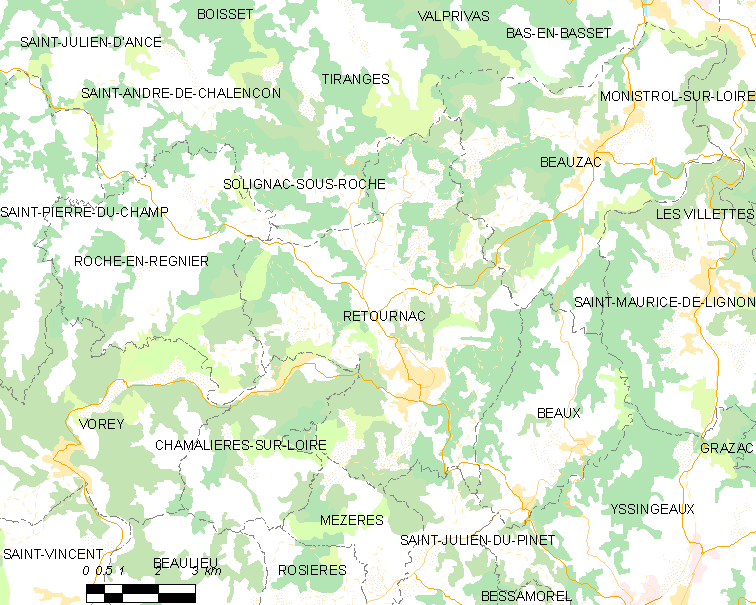
勒图尔纳克的OSM定位图

勒图尔纳克的时区为UTC+01:00、UTC+02:00（夏令时）。

## 行政
勒图尔纳克的邮政编码为43130，INSEE市镇编码为43162。

## 政治
勒图尔纳克所属的省级选区为巴斯昂巴塞县。

## 人口

1962-2008年间勒图尔纳克人口变化图示

勒图尔纳克于2022年1月1日时的人口数量为2971人。